# Antonio del Ribero Cidraque
Antonio del Ribero Cidraque (Alacant, 1818 - Madrid, 1878) fou un advocat, propietari i polític valencià, diputat a Corts Espanyoles durant el regnat d'Isabel II d'Espanya.
Estudià filosofia al Seminari de Sant Miquel d'Oriola i dret a la Universitat de València. Va fer fortuna comprant censos a Alacant aprofitant la desamortització de Mendizábal. Així el 1839 es va instal·lar a Madrid, on va obrir un bufet d'advocats que el 1848 va aconseguir l'indult de nombrosos demòcrates, inclòs l'alacantí Manuel Carreras Amérigo.
Inicialment milità en el Partit Progressista, amb el que fou elegit diputat a Corts Espanyoles el 1854, 1857 i per la Unió Liberal el 1863 i 1865. Entre les seves intervencions, cal destacar el debat sobre la Llei de Ferrocarrils i sobre la desamortització de Pascual Madoz. Després de la revolució de 1868 fou candidat monàrquic a les eleccions generals espanyoles de 1869, però no fou escollit. Fou diputat de la Unió Liberal per Alacant a les eleccions generals espanyoles de 1871, i quan es produí la restauració borbònica evolucionà cap al Partit Conservador